# (3018) Godiva
(3018) Godiva es un asteroide perteneciente al cinturón de asteroides, descubierto el 21 de mayo de 1982 por Edward Bowell desde la Estación Anderson Mesa (condado de Coconino, cerca de Flagstaff, Arizona, Estados Unidos).

## Designación y nombre
Designado provisionalmente como 1982 KM. Fue nombrado Godiva en honor a la noble que cabalgó desnuda por una causa Lady Godiva.